# St-Barthélemy (Neufmontiers)

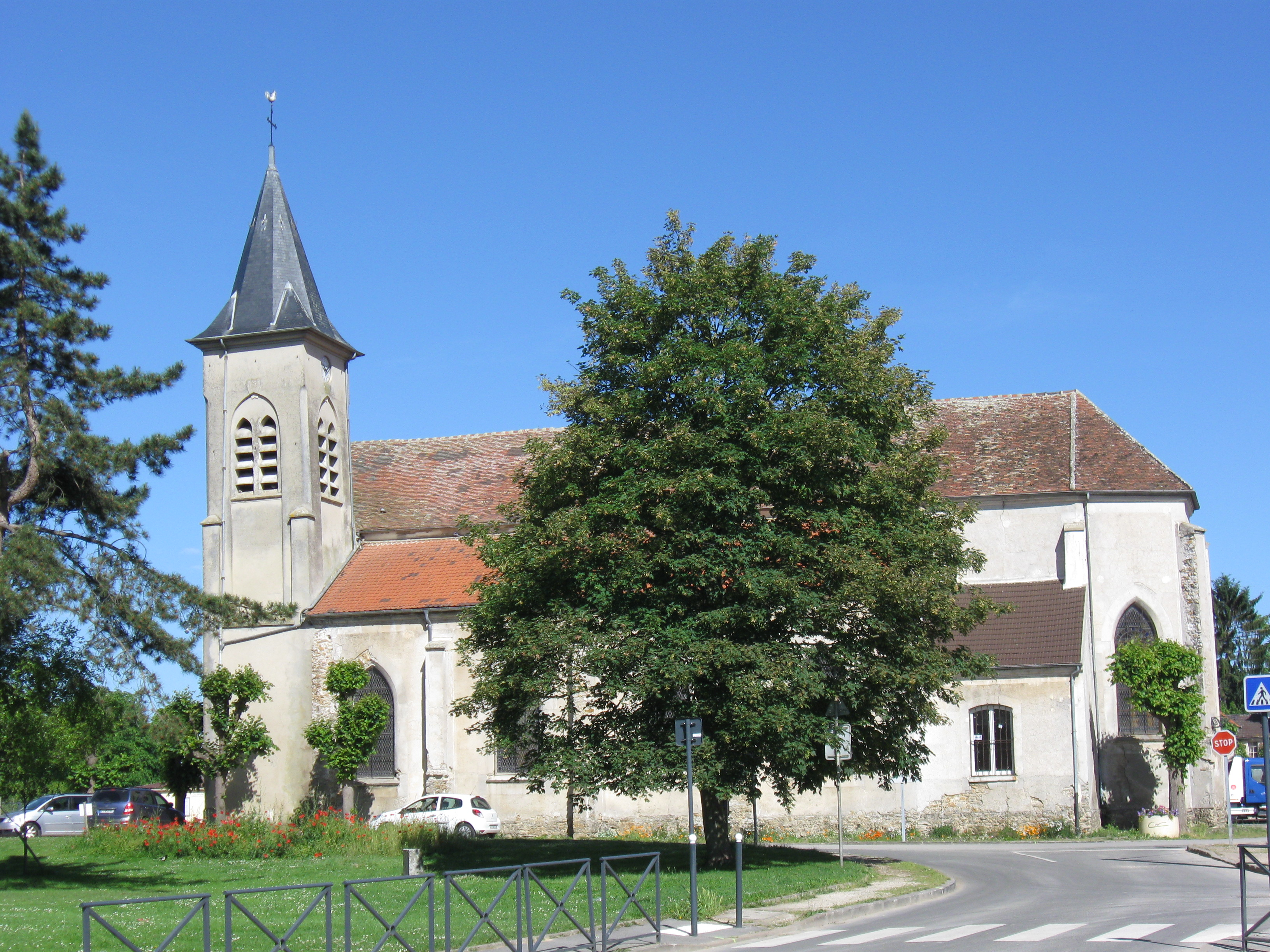
Kirche St-Barthélemy in Neufmontiers

Die katholische Kirche Saint-Barthélemy in Neufmontiers, einem Ortsteil der französischen Gemeinde Chauconin-Neufmontiers im Département Seine-et-Marne der Region Île-de-France, wurde ab dem 15. Jahrhundert errichtet. Die Kirche befindet sich an der Place du Souvenir.
Die dem Apostel Bartholomäus geweihte Kirche besitzt ein gotisches Portal von dem nur noch die Struktur erhalten ist.